# Kathleen Verhelst
Kathleen Verhelst, née le 26 janvier 1969 à Roulers, est une femme politique belge, membre de l'Open Vld.

## Biographie
Kathleen Verhelst nait le 26 janvier 1969 à Roulers.
Aux élections législatives fédérales de 2019, Marianne Verhaert est élue à la Chambre des représentants.